# Karl Albert (Grafiker)
Karl Albert (* 3. Oktober 1878 in Wien; † 10. November 1952 in Drosendorf) war ein österreichischer Grafiker und Sachbuchautor.

## Leben
Karl Albert war der Sohn des Regierungsrates, Professors und Sektionsvorstandes an der Graphischen Lehr- und Versuchsanstalt Wien, August Albert und dessen Ehefrau Theresia, geborene Mondom. Nach Abschluss seiner Ausbildung an selbiger Einrichtung war er über viele Jahre in verschiedenen Firmen der graphischen Branche in leitender Funktion tätig. So war er Leiter der Abteilung für Heliogravüre und Kupferdruck der Böhmischen graphischen Kunstanstalt „Unie“ in Prag (1902); Heliograph bei The Alt Photogravure Co. Ltd. in London; Technischer Direktor der Graphischen Gesellschaft Golicke &. Wilborg in St. Petersburg (1904/05); Generaldirektor der Ungarischen Reproduktionsanstalt A. G. in Budapest (1915); Technischer Direktor der Druckerei- u. Verlags-A.-G. „Athenaeum“ in Budapest (1915). Zudem gründete er 1912 mit einem Compagnon die Graphische Kunstwerkstätte Albert & Co., Wien, II. Taborstraße 17a. Während des Ersten Weltkrieges war er als Oberleutnant des Landsturms im Einsatz.
Karl Albert trat 1922 in die Nachfolge seines in Pension gegangenen Vaters an der Graphischen Lehr- und Versuchsanstalt. Er übernahm die Leitung der Abteilung für Licht- und Steindruck, Offsetdruck und verwandte Drucktechniken. In den folgenden Jahren wurden ihm die Titel Professor und Regierungsrat verliehen. Daneben war er als Dozent am dortigen Kriminalinstitut tätig und wurde nach dem Tod des Vaters Alleininhaber der Firma Albert & Sohn in Wien.
Albert war Vorstandsmitglied der k. k. Photographischen Gesellschaft in Wien und Mitglied der Wiener Photographengenossenschaft.
Karl Albert veröffentlichte in den einschlägigen Zeitschriften wie Der deutsch-österreichische Photograph und Photographische Correspondenz zahlreiche Artikel zu graphischen Themen, etwa zur Heliogravure und zum Tiefdruckverfahren. Bei der Photographischen Correspondenz war er ab 1934 Schriftleiter. Seine bekannteste Veröffentlichung war das 1927 in Halle (Saale) erschienene Lexikon der graphischen Techniken. Daneben verfasste er im gleichen Jahr die Biografie Karl Klietsch, der Erfinder der Heliogravüre und des Rakeltiefdruckes.

## Ehrungen
- Franz-Joseph-Orden
- Orden des Weißen Löwen
- Ehrenzeichen II. Klasse vom Roten Kreuz mit der Kriegsdekoration